# Wet van de dalende winstvoet
De wet van de tendentiële daling van de winstvoet, kortweg wet van de dalende winstvoet, is in de klassieke en de marxistische economie het verschijnsel dat de gemiddelde winstvoet (het gemiddeld rendement op investering) de neiging heeft om stelselmatig te dalen.
Verklaringen voor dit verschijnsel werden gezocht door Adam Smith en David Ricardo, maar de bekendste verklaring is die van Karl Marx. Deze stelde dat de tendens tot stand komt door toenemende mechanisering en automatisering en het daarmee verdringen van arbeid, het waardescheppende element, uit het productieproces.
Marx' verklaring verscheen in het derde, onvoltooide deel van Het Kapitaal en is sindsdien een belangrijk element geweest in de marxistische verklaring voor de crises die kapitalistische economieën met regelmaat treffen.

## Achtergrond
De klassieke economen waren overtuigd van het feit dat winstvoeten de neiging hadden om te dalen. Ze leidden dit af uit de waarneming van dalende rentevoeten, die ze hanteerden als maatstaf voor de gemiddelde winstvoet, en kwamen met diverse verklaringen voor het verschijnsel. Adam Smith weet het verschijnsel aan concurrentie, waardoor een neerwaartse druk op de winsten zou ontstaan. Hij hield er echter geen rekening mee dat een algemeen dalende winstvoet zichzelf zou kunnen opheffen, omdat de productiekosten van goederen meedalen.
David Ricardo bekritiseerde Smiths theorie en wees als oorzaak van de dalende winstvoeten de door Malthus voorspelde dalende opbrengst van landbouwgrond aan, die de prijzen van grond, voedsel en grondstoffen zou opdrijven. Ricardo verwachtte dat deze externaliteit op de lange termijn het kapitalisme als geheel te gronde zou richten doordat alle winst naar de loonarbeiders en de grondbezitters zou wegvloeien.
Marx, bekend met de voortgang van de agrarische revolutie en productiviteitseffecten van kunstmest, verwierp Ricardo's uitleg en zocht de oorzaak voor de dalende winstvoet in een interne eigenschap van het kapitalisme, namelijk de neiging om door technologische innovatie steeds kapitaalintensiever te gaan produceren. Zijn bewijs van de wet van de dalende winstvoet volgt uit een eenvoudig economisch model zonder malthusiaanse catastrofe.

## Bij Marx

### Dalende winstvoet per sector
Marx' verklaring voor de dalende winstvoet begint met een theorie van dalende winstvoeten per sector. Men neme een kapitalistisch georganiseerde bedrijfstak, die één product produceert: diverse ondernemingen concurreren op een markt om marktaandeel en winst. De prijs van het product schommelt dan op de lange termijn rond een evenwichtsniveau. Elke onderneming investeert een kapitaal C = c + v (constant kapitaal + reële loonsom) om producten ter waarde van C' = c + v + m te produceren, waarin m de meerwaarde is. Op een markt in evenwicht kan de onderneming deze meerwaarde zonder meer te gelde maken; als belasting en grondrente bovendien verwaarloosbaar worden verondersteld, is m gelijk aan de nettowinst.
Elke onderneming streeft, onder druk van concurrentie, naar maximalisatie van de winstvoet m/C = m/(c + v). Reden hiervoor is dat kapitaal daarheen vloeit, waar de winstvoet het hoogst is: geldschieters zoeken een maximaal rendement, dus een onderneming met hoge winsten heeft mogelijkheden om voort te bestaan en uit te breiden.
Een manier om een hoge winstvoet te bewerkstelligen is om de verhouding m/v te verhogen. Deze verhouding heet de meerwaardevoet en stelt de hoeveelheid meerwaarde voor die arbeid produceert ten opzichte van zijn eigen waarde (gemeten als de kosten van levensonderhoud). De meerwaardevoet kan verhoogd worden door verscherpte uitbuiting van arbeid, dus door het verlengen van de werkdag zonder loonsverhoging, maar hieraan zit een begrenzing: te lange werkdagen stuiten op maatschappelijk bezwaar en wetgeving. De meerwaardevoet m/v kent daarom een maximum en kan als constant worden verondersteld.
De andere optie om de winst te vergroten, en de overwegende tendens in kapitalistische economieën, is verhoging van de kapitaalintensiteit: mechanisering en automatisering van de productie. Door meer gebruik te maken van technologie wordt de productie efficiënter en worden de producten goedkoper, zodat de kapitalist die als eerste een nieuwe techniek inzet, een tijdelijk concurrentievoordeel heeft. Dit voordeel houdt aan tot de rest van de bedrijfstak hetzelfde niveau van technologie heeft bereikt. In Marx' termen bewerkstelligt dit een verhoging van de organische samenstelling van het kapitaal, c/v.
Op de lange termijn doet zich echter het probleem voor dat de winstvoet alsnog daalt. Beschouw het totale kapitaal dat in de sector is geïnvesteerd, neem de definitie van de winstvoet en deel teller en noemer door v:
{\displaystyle {m \over c+v}={m/v \over 1+c/v}}
De teller in deze breuk is de meerwaardevoet, die als constant is verondersteld. De deler wordt groter bij toenemende kapitaalintensiteit, zodat de gemiddelde winstvoet in de sector daalt.

### Rekenvoorbeeld
De firma's in een branche maken voor het produceren van een bepaald type product kosten c + v = 10 + 10 = 20 per eenheid en verkopen dit product voor een uniforme prijs (evenwichtsprijs) van 25. De winstvoet is dan (25−20)/20 = 25%.
Om zijn concurrentiepositie te verbeteren, voert één firma een machine in die de arbeidskosten per product verlaagt naar v = 6. De afschrijving en operationele kosten van de machine verhogen c van 10 naar 12; de meerwaardevoet blijft gelijk. De volgende tabel is een samenvatting van de situatie voor en na invoering van de machine:
|                       | Voor       | Na         |
| --------------------- | ---------- | ---------- |
| Constant kapitaal     | c = 10     | c = 12     |
| Variabel kapitaal     | v = 10     | v = 6      |
| Meerwaarde            | m = 5      | m = 3      |
| Kapitaalsamenstelling | c / v = 1  | c / v = 2  |
| Productiekosten       | c + v = 20 | c + v = 18 |

De productiekosten zijn lager na invoering van de machine; rest de vraag wat er gebeurt met de winstvoet. Aanvankelijk kan de firma het product blijven verkopen tegen de marktconforme prijs van 25, voor een winstvoet van (25−18)/18 = 39%, een forse verbetering; de firma verkrijgt een extra meerwaarde van 4, die ten koste gaat van de meerwaarde van de andere firma's. De firma kan er ook voor kiezen de prijs te verlagen naar, zeg, 24, teneinde meer eenheden te verkopen. De extra meerwaarde is dan 2 en de winstvoet 33%, nog steeds hoger dan het gemiddelde.
Volgen echter de andere bedrijven in dezelfde branche het voorbeeld van deze firma door soortgelijke machines in te zetten, dan treedt de wet van de dalende winstvoet in werking. De door markteffecten veroorzaakte extra meerwaarde verdwijnt; de prijs per product daalt tot een nieuw stabiel niveau van 21, met een winstvoet van m/(c+v) = 14%.

### Daling van de algemene winstvoet

Ontwikkeling van de reële lonen (rood) afgezet tegen de productiviteit (oranje) in de Amerikaanse maakindustrie, 1947-2008. Tot ca. 1973 stegen de lonen met de productiviteit; sindsdien stagneren de lonen en stijgt de meerwaardevoet.

Doel van Marx' analyse is om de dalende tendens van de algemene winstvoet te analyseren, dus in hele economieën. Dit is moeilijker dan de daling per sector: zodra de kapitaalsamenstelling stijgt (en de kosten van productie dalen) in sectoren die het levensonderhoud van de arbeidersklasse produceren, zoals de voedingsindustrie of de woningbouw, daalt de waarde van arbeidskracht, het reële loon v. Bij gelijkblijvende lengte van de werkdag stijgt dan de meerwaardevoet m/v. Nog anders gesteld blijft de meerwaardevoet alleen gelijk als het voordeel van de productiviteitsverhoging door innovatie in gelijke mate ten goede komt aan de arbeid als aan het kapitaal, hetgeen in de praktijk lang niet altijd het geval is.
Voor een algemene daling van de winstvoet is het dus noodzakelijk dat de stijging in de meerwaardevoet gecompenseerd wordt door de stijging in de kapitaalsamenstelling. Dit idee kan preciezer gemaakt worden door de kapitaalsamenstelling als percentage te nemen: die wordt dan c/(c+v) in plaats van c/v. Als de meerwaardevoet wordt afgekort als M = m/v, dan is de winstvoet r nu
{\displaystyle r={m \over c+v}={m \over v}\left(1-{c \over c+v}\right)=M\times Q,}
waarin Q = 1 − c/(c+v).
Een dalende winstvoet betekent dat de afgeleide van p, beschouwd als functie van de tijd, negatief is:
{\displaystyle \operatorname {d} \!r=M\operatorname {d} \!Q+Q\operatorname {d} \!M<0}
We nemen aan dat door innovatie m' en q' beide stijgen. Dan vereist de voorgaande ongelijkheid dat de percentuele stijging van de meerwaardevoet kleiner is dan de percentuele daling van de organische samenstelling van het kapitaal:
{\displaystyle \left|{\operatorname {d} \!M \over M}\right|<\left|{\operatorname {d} \!Q \over Q}\right|}

## Formulering in termen van marktprijzen
De formulering bij Marx leunt op diens arbeidswaardetheorie: de aanname dat de prijs van ieder goed evenredig is aan de arbeidstijd die benodigd is om het goed te produceren. Dit is echter niet noodzakelijk: ook in een stelsel van marktprijzen kan een dalende winstvoet als tendens worden aangewezen.
De prijs van ieder vervangbaar goed kan worden uitgedrukt als p = uc + m, waarin uc de productiekosten van een eenheid van het goed zijn (unit cost, vaste kosten + variabele kosten), m de winstmarge op een eenheid. Kosten zijn afhankelijk van productiviteit; prijzen zijn onderhevig aan marktwerking. Bij een productie van X eenheden is {\textstyle \kappa =K/X} het ingezette kapitaal per eenheid (een maat voor de kapitaalintensiteit) en is de winstvoet
{\displaystyle r={\frac {m}{\kappa }}={\frac {p-uc}{\kappa }}}
Stel dat op een bepaalde markt de drie firma's A, B en C actief zijn, met de volgende eigenschappen:
| Firma | p   | uc | m = p − uc | {\textstyle \kappa } | {\textstyle r=m/\kappa } |
| ----- | --- | -- | ---------- | -------------------- | ------------------------ |
| A     | 100 | 78 | 22         | 137,50               | 16,00%                   |
| B     | 100 | 76 | 24         | 142,31               | 16,86%                   |
| C     | 100 | 75 | 25         | 157,89               | 15,83%                   |

Firma B heeft de hoogste winstvoet, maar C heeft de hoogste winstmarge, omdat C de efficiëntste en meest kapitaalintensieve vorm van productie hanteert. Wat er nu kan gebeuren is afhankelijk van de theorie van concurrentie die men hanteert. In de moderne micro-economie gaat men er meestal van uit dat prijzen alleen aangepast worden aan veranderingen in vraag en aanbod: bedrijven reageren passief op de externe omstandigheden. In dat geval is B de prijsleider. In de klassieke economie geldt deze beperking niet en kan ieder bedrijf (op eigen risico) zijn prijzen aanpassen, waarna de rest van de sector moet volgen om marktaandeel te behouden. Firma C kan bijvoorbeeld de prijs verlagen tot 84 en de volgende situatie tot stand brengen:
| Firma | p  | uc | m = p − uc | {\textstyle \kappa } | {\textstyle r=m/\kappa } |
| ----- | -- | -- | ---------- | -------------------- | ------------------------ |
| A     | 84 | 78 | 6          | 137,50               | 5,09%                    |
| B     | 84 | 76 | 8          | 142,31               | 5,62%                    |
| C     | 84 | 75 | 9          | 157,89               | 5,70%                    |

Firma C kan dus door prijsverlaging zichzelf de hoogste winstvoet in de sector toebedelen en geldt daarom als de prijsleider. Dit is gunstig als C marktaandeel van de concurrentie wil overnemen, wat bij constante vraag de enige mogelijkheid tot uitbreiden is. De nieuwe prijs van 84 is niet per se definitief, want zodra A ingekrompen is kan C de prijs opnieuw verhogen, maar dan opent ze ook de markt voor nieuwe spelers.
Om het effect over langere periodes te zien, delen we kosten en kapitaal door de prijs om er reële grootheden van te maken. Definieer uc' = uc/p, {\textstyle \kappa '=\kappa /p}. Dan is de winstvoet
{\displaystyle r={\frac {1-uc'}{\kappa '}}}
Als het voortschrijden van de technologie kostenverlagend werkt maar de kapitaalintensiteit verhoogt, zoals in de praktijk het geval is, dan zal de winstvoet een neerwaartse tendens vertonen. Dalen de gemiddelde eenheidskosten bijvoorbeeld als {\textstyle uc'_{t}=(1-a)^{t}uc'_{0}} en stijgt de kapitaalintensiteit als {\textstyle \kappa '_{t}=(1+b)^{t}\kappa '_{0},} met 0<a<1, b<1, dan ontwikkelt de gemiddelde winstvoet zich als
{\displaystyle r_{t}={\frac {1}{\kappa '_{0}}}{\Biggl (}{\frac {{\Bigl (}{\frac {1}{1-a}}{\Bigr )}^{t}-uc'_{0}}{{\Bigl (}{\frac {1+b}{1-a}}{\Bigr )}^{t}}}{\Biggr )}}
Deze vergelijking heeft twee soorten oplossingen: een waarin de winstvoet eerst stijgt en daarna daalt, en een waarin de daling onmiddellijk inzet.

## Ontvangst
De wet van de dalende winstvoet is een belangrijk, maar controversieel begrip in de marxistische economie. Een daling van de algemene winstvoet, dus van de gemiddelde winstvoet in de wereldeconomie, werd in de jaren 70 door sommige marxisten aangedragen als verklaring voor de wereldwijde crisis die dat decennium kenmerkte, en die het einde van de naoorlogse "gouden jaren" van het kapitalisme inluidde. Paul Baran, Paul Sweezy, en de door hen gestichte neomarxistische Monthly Review-school verwierpen de wet van de dalende winstvoet omdat deze niet meer werkzaam zou zijn in het monopoliekapitalisme dat zij in de jaren 60 ontwaarden.
Een deel van de discussie omtrent de wet van de dalende winstvoet draait om de interpretatie van Marx' beschrijving in Het Kapitaal deel III, een werk dat hij onvoltooid achterliet en dat Friedrich Engels persklaar maakte. Volgens de Duitse politicoloog Michael Heinrich, die Marx' manuscripten bestudeerde, had Marx problemen met het bewijs dat de winstvoet noodzakelijk daalt en heeft Engels de tekst verkeerd geredigeerd. Kliman, Freeman e.a. weerspreken dit: volgens hen was het theoretische gedeelte van Het Kapitaal III wel degelijk voltooid en gaat Heinrich er ten onrechte van uit dat Marx een ijzeren wet, zonder uitzonderingen, probeerde te bewijzen, terwijl Marx spreekt van een tendens en diverse tegenwerkende tendensen bespreekt.
Een beperking van de wet is de veronderstelling dat innovatie grosso modo arbeidsbesparend werkt, oftewel, dat c/v de neiging heeft om te stijgen. Deze veronderstelling wordt onderbouwd in het eerste deel van Het Kapitaal, maar niet sluitend bewezen: er zijn innovaties denkbaar die besparen op grondstoffen, energie, etc., en die dus de andere kant op werken. Een andere tegenkracht voor de wet van de dalende winstvoet is te vinden in het ontstaan van nieuwe takken van productie, die doorgaans arbeidsintensief beginnen en hoge winstvoeten kennen. Innovatie-econoom Alfred Kleinknecht, evenals Ernest Mandel en Anwar Shaikh, koppelt dit aan het verschijnsel van de Kondratjevgolf en betoogt dat het neergaande deel van zo'n golf een periode van dalende algemene winstvoet is.